# Helmut Kyrieleis
Helmut Kyrieleis (* 10. ledna 1938 Hamburk) je německý archeolog.

## Životopis
Kyrieleis promoval v roce 1965 na univerzitě v Marburgu s prací Throne und Klinen a v roce 1972 habilitoval (Bildnisse der Ptolemäer) na bonnské univerzitě, kde se stal v roce 1974 profesorem. V období 1972 až 1974 byl prvním ředitelem a profesorem Německého archeologického institutu (DAI) a od roku 1975 vedl athénskou sekci. V letech 1988 až 2003 byl prezidentem DAI.
V období 1976 až 1984 vedl vykopávky německé výpravy v Héraionu na Samu a od roku 1985 vykopávky v Olympii.
Kyrieleis obdržel čestný doktorát athénské univerzity a je korespondenčním členem akademie věd v Athénách a Tbilisi.

## Dílo (výběr)
- Olympia : Archäologie eines Heiligtums, 2011
- Antike Plastik, 1995, spoluautor Adolf Heinrich Borbein